# Pro Evolution Soccer 2014
Pro Evolution Soccer 2014 або PES 2014 — кросплатформова гра у жанрі футбольного симулятора із серії Pro Evolution Soccer від компанії Konami, є тринадцтою в даній серії ігор. Розроблена на оновленому рушію Fox Engine. Ліга чемпіонів УЄФА, Ліга Європи УЄФА та Суперкубок УЄФА — повністю ліцензовані. Вперше у грі ліцензовано за ексклюзивними правами Ліга чемпіонів АФК, Аргентинська Прімера та Чилійська Прімера.
Азійська версія гри називається — World Soccer: Winning Eleven 2014.

## Розробка
Вперше про PES 2014 було оголошено 10 березня 2013 року, коли було розроблено шість ключових елементів для тестування фізики та основних характеристик гри. PES 2014 сфокусувався в основному на фізиці гри — починаючи від руху м'яча, закінчуючи поведінкою футболістів. Система Motion Animation Stability System (M.A.S.S.) збільшила реалізм гравців, а також їхню взаємодію: підкати та прийняття рішень штучного інтелекту.

## Критика та відгуки
| Агрегатор    | Оцінка                              |
| ------------ | ----------------------------------- |
| GameRankings | PC: 70,00% PS3: 79,48% X360: 77,92% |
| Metacritic   | PC: 74/100 PS3: 78/100 X360: 80/100 |

| Видання       | Оцінка  |
| ------------- | ------- |
| Eurogamer     | 9/10    |
| Game Informer | 8,25/10 |
| GameSpot      | 6/10    |
| IGN           | 8,4/10  |

Гра отримала переважно схвальні відгуки від критиків та оглядачів. Портал IGN оцінив PES у 8,4 бали з 10, похваливши високу якість графіки, рух м'яча, пасування між гравцями, а також дрибблінг. Eurogamer дав 9 з 10 та також похвалив графіку і спосіб пробиття штрафних ударів. GameSpot посередньо оцінив гру, давши їй оцінку 6 з 10, розкритикувавши режими мультиплеєра та одного гравця, рівень штучного інтелекту та коментар, похваливши при цьому графіку.